# تریپل سولفا
تریپل سولفا (به انگلیسی: triple sulfa) در رده درمانی: آنتی‌بیوتیک سولفانامیدی و در اشکال دارویی: پماد واژینال موجود است.

## موارد مصرف
پماد تریپل سولفا اغلب در درمان عفونت قارچی و میکروبی واژن بکار می‌رود. این دارو در درمان واژینیت ناشی از هموفیلوس واژینالیس و گاردنلا مصرف می‌گردد.

## مکانیسم اثر
سولفانامیدها متوقف‌کننده رشد باکتری و دارای طیف اثر وسیعی هستند. آن‌ها با اسیدپاراآمینوبنزوئیک (PABA) شباهت ساختمانی داشته و به‌طور رقابتی یک آنزیم باکتریایی بنام دی هیدروپتروات سنتتاز را که مسئول داخل کردن PABA در ساختمان اسید دی هیدروفولیک است، مهار می‌کنند. این عمل ساخت اسید دی هیدروفولیک را که از نظر متابولیک کوفاکتور در ساخت پورین‌ها، تیمیدین و DNA می‌باشد را کاهش می‌دهد. باکتری‌هایی که خودشان اسید فولیک را تولید می‌کنند به این دارو حساس هستند.

## عوارض جانبی
ممکن است دچار حساسیت، بثورات پوستی یا خارش خفیف و قرمزی پوست شوید. سایر عوارض: حساسیت به سولفانامیدها

## شرایط نگهداری
- دارو را دور از دسترس کودکان نگه دارید.
- دارو را در جایی خشک و خنک و به دور از گرما و تابش نور مستقیم نگه دارید.